# René Lalique
René Jules Lalique (ur. 6 kwietnia 1860 w Aÿ, we Francji, zm. 1 maja 1945 w Paryżu) – artysta tworzący w szkle, jubiler.
Zajmował się wyrobem butelek na perfumy, waz, wazonów, świeczników, zegarków, biżuterii i podobnych form sztuki użytkowej.

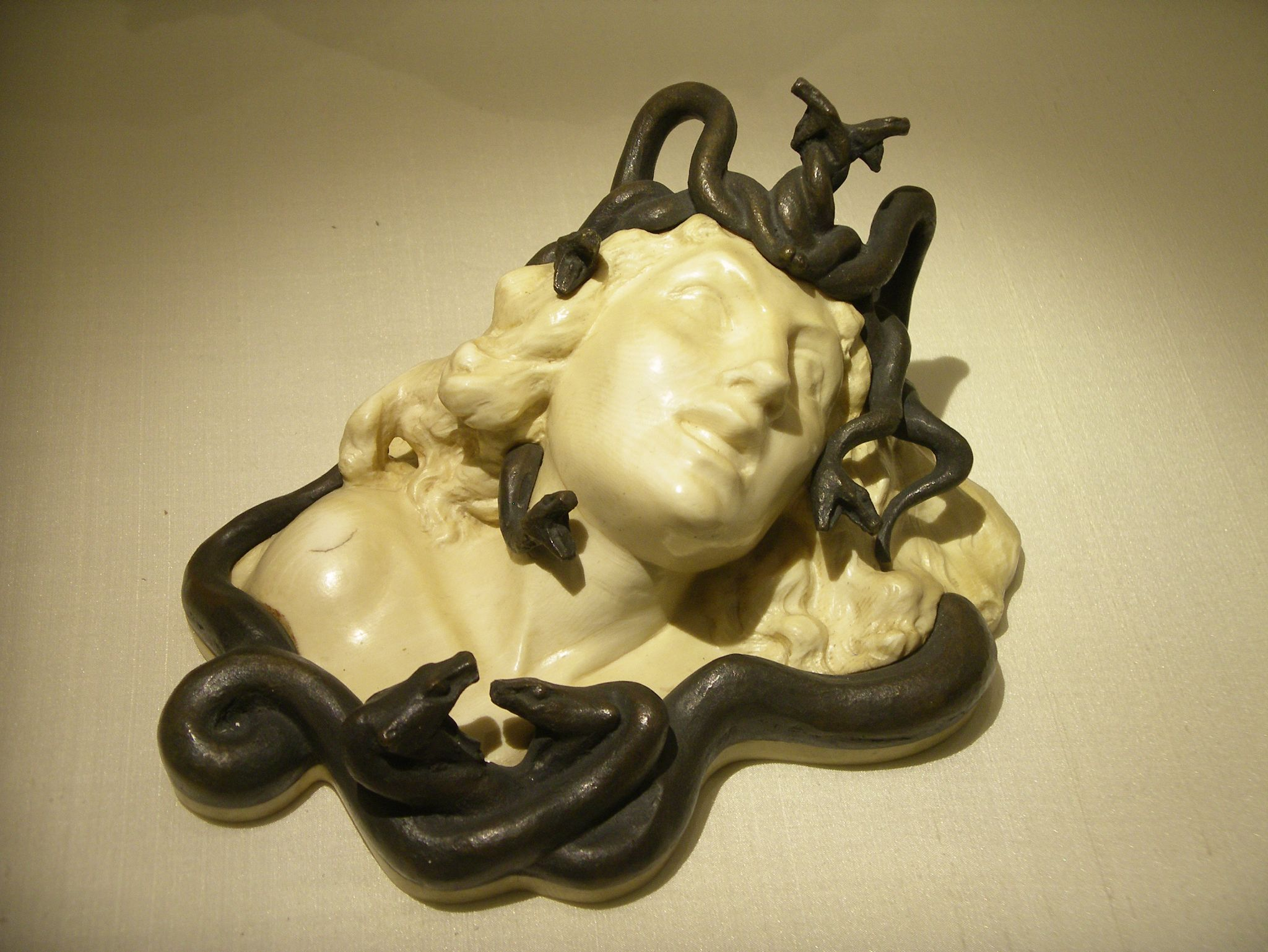
Meduza

## Życiorys
Lalique rozpoczął w roku 1872 naukę rysunku i rzemiosła artystycznego w Paryżu w Collège Turgot. Kontynuował studia w Ecole des Arts Décoratifs. W roku 1876 rozpoczął pracę w zakładzie jubilerskim, kontynuując studia w Ecole des Arts Décoratifs. 1878-1880 studiował w Sydenham College w Londynie.
Po powrocie do Francji pracował dla przedsiębiorstw jubilerskich, m.in.: Cartier, Boucheron. W roku 1884 założył wraz z jubilerem Varenne przedsiębiorstwo Lalique & Varenne. W następnym roku założył własne przedsiębiorstwo produkujące wyroby według jego własnych projektów. Oprócz złota i szlachetnych kamieni stosował kość słoniową, emalię, kamienie półszlachetne i szkło. Od roku 1889 dostarczał anonimowo wyroby do sklepu jubilerskiego Vever et Boucheron, a w roku 1890 założył sklep jubilerski. Do jego klientów należała aktorka Sarah Bernhardt. W końcu XIX i na początku XX wieku tworzył w stylu secesji – Art Nouveau.
W roku 1908 rozpoczął produkcję flakonów do perfum dla przedsiębiorstwa François Coty. Od roku 1911 zaczął tworzyć wyłącznie w szkle. W zakładzie w Combs-la-Ville zajął się produkcją opakowań szklanych dla przemysłu farmaceutycznego. W roku 1921 uruchomił fabrykę w Wingen-sur-Moder.
Po I wojnie światowej zajął się projektowaniem elementów wystroju wnętrz architektonicznych.
W roku 1920 zaczął tworzyć biżuterię w stylu art déco.
Zmarł w 1945 roku. Został pochowany na cmentarzu Père-Lachaise.